# Asianidia insulana
Asianidia insulana är en insektsart som först beskrevs av Lindberg 1961.  Asianidia insulana ingår i släktet Asianidia och familjen dvärgstritar.
Artens utbredningsområde är Madeira. Inga underarter finns listade i Catalogue of Life.